# Софроній (Чавдаров)
Митрополит Софроній (в миру Стойко Недялков Чавдаров); 20 березня 1888 село Енікьой, Східна Фракія — 1 травня 1961, Велико-Тирново) — єпископ Православної церкви Болгарії, митрополит Тирновський.

## Біографія
Народився 20 березня 1888 року в селі Енікьой в Східній Фракії. Спочатку навчався в рідному селі і Дедеагаче. Закінчив Болгарське училище Петра Берона в Едірне. У 1905 році прийнятий в Цариградську духовну семінарію, яку закінчив в 1911 році.
18 вересня 1911 року у болгарському храмі святого Стефана митрополитом Велеським Мелетием (Димитровим) пострижений в чернецтво з ім'ям Софроній. Служив дияконом при Екзарху Іосифу.
У 1912 році ієродиякон Софроній вступив до Київської духовної академії, яку закінчив у 1915.
З 1 квітня 1916 по 23 вересня 1918 року служив секретарем Велешської митрополії.
З 1 вересня 1919 по 1 вересня 1922 року — дияконом і проповідником в Константинополі й одночасно вчителем в болгарській гімназії в Пере, Константинополь.
24 квітня 1921 року в болгарському храмі Святого Стефана був висвячений в сан ієромонаха митрополитом Велешським Мелетием.
У 1922 році закінчив богословський факультет Чернівецького університету. З 1 вересня 1922 по червень 1924 року проходив богословську спеціалізацію в інституті Канонічного права при Страсбурзькому університеті.
1 жовтня 1924 року призначений протосинкелом на Софійській митрополії, в зв'язку з чим 19 жовтня того ж року за рішенням на Священного синоду митрополитом Софійським Стефаном (Шоковим) був зведений в сан архімандрита.
1 вересня 1929 року архімандрит Софроній був звільнений з посади протосинкела і призначений начальником Культурно-просвітницького відділу при Священному синоді і залишався на цій посаді до кінця жовтня 1931.
1 листопада 1931 року в кафедральному храмі-пам'ятнику Олександра Невського хіротонізований на єпископа з титулом Знепольський і призначений вікарієм митрополита Софійського Стефана.
Через поганий стан здоров'я митрополита Великотирновського Філіпа (Пенчева) єпископ Софроній призначений його вікарієм і з 26 березня 1934 по 1 липня 1935 року тимчасово керував Великотирновською єпархією.
22 вересня 1935 року обраний і 6 жовтня затверджений митрополитом Великотирновським.
Помер 1 травня 1961 року в Велико-Тирново від інфаркту.